# Türkiye 2. Futbol Ligi 1977/78
Die Türkiye 2. Futbol Ligi 1977/78 war die 15. Spielzeit der zweithöchsten türkischen Spielklasse im professionellen Männerfußball. Sie wurde am 28. August 1977 mit dem 1. Spieltag begonnen und am 28. Mai 1978 mit dem 31. und letzten Spieltag abgeschlossen.
In der Saison 1977/78 wurde die TFF 1. Lig wie in der Vorsaison auch in zwei Gruppen unterteilt. Im Gegensatz zur Vorsaison wurde aber die Gesamtmannschaftszahl um ein Team erhöht, sodass eine Gruppe aus 17 Mannschaften (Gruppe Rot) und eine aus 16 Mannschaften (Gruppe Weiß) bestand. Insgesamt spielten 31 Mannschaft in zwei Gruppen um den Aufstieg in die Süper Lig beziehungsweise gegen den Abstieg in die damals dritte Spielklasse TFF 3. Lig. Als weitere Änderung zur Vorsaison wurde die Absteigeranzahl von zwei auf drei erhöht. So stiegen die Tabellenersten beider Gruppen direkt in die höhere Süper Lig auf. Zusätzlich zu diesen beiden Tabellenersten wurde in dieser Saison durch eine Play-off-Begegnung zwischen den Zweitplatzierten der dritte und letzte Aufsteiger ermittelt. Die Mannschaften auf den letzten zwei Tabellenplätzen der Roten Gruppe und der Tabellenletzte der Weißen Gruppe stiegen in die dritte Spielklasse (3. Lig) ab.
Zu Saisonbeginn waren (zu den von der vorherigen Saison verbleibenden 27 Mannschaften) die zwei Absteiger aus der Süper Lig Göztepe Izmir, Giresunspor und die drei Aufsteiger aus der damals dritten Spielklasse TFF 3. Lig Tekirdağspor, Urfaspor und Düzcespor hinzugekommen.
MKE Kırıkkalespor erreichte die Meisterschaft der Gruppe Rot und damit den ersten Aufstieg der Vereinshistorie in die Süper Lig. In der Gruppe Weiß sicherte sich Göztepe Izmir die Meisterschaft und schaffte damit den direkten Wiederaufstieg in die Süper Lig. Der türkische Fußballverband ließ durch ein Entscheidungsspiel zwischen den beiden Erstplatzierten den Meister der Liga bestimmen. In dieser Begegnung traf MKE Kırıkkalespor gegen Göztepe Izmir an und konnte nach Elfmeterschießen die Meisterschaft für sich entscheiden. Der türkische Fußballverband erklärte aber im Nachhinein beide Vereine als Meister der TFF 1. Lig.
Zum Saisonende standen aus der Roten Gruppe Giresunspor und Manisaspor und aus der Weißen Gruppe erst Sivasspor als Absteiger fest. Während der Abstiegskampf in der Gruppe Rot unproblematisch verlief, war die Situation in der Gruppe Weiß brisanter. Altınordu Izmir befand sich zwar nicht auf dem letzten Tabellenplatz, hatte jedoch das schlechteste Torverhältnis aller abstiegsgefährdeten Teams und würde im Fall einer Niederlage oder eines Unentschiedens absteigen. Daher musste man am letzten Spieltag gegen İskenderunspor einen Kantersieg erringen. Die Partie entschied Altınordu mit 8:1 für sich und schaffte mit dem vorletzten Tabellenplatz den Klassenerhalt. Stattdessen musste Sivasspor absteigen. Die Vereinsführung Sivasspors äußerte den starken Verdacht der Spielmanipulation in der Begegnung Altinordu-İskenderunspor und forderte vom Türkischen Fußballverband (TFF) eine Untersuchung durchzuführen. Dieser Forderung schlossen sich sofort mehrere Politiker, überwiegend aus der Provinz Sivas stammend, öffentlich an und sorgten dafür, dass dieses Thema landesweit immer mehr Beachtung fand. Der nationale Fußballverband führte eine gründliche Untersuchung durch und erklärte anschließend am 27. Juni 1979, dass man deutliche Anzeichen einer Spielabsprache zwischen beiden Teams gefunden habe. Als Folge entschied der Verband, dass Altinordu und İskenderunspor zwangsabsteigen mussten und stattdessen Sivasspor in der Liga bleiben durfte. Nach dieser Entscheidung kamen Vertreter aller drei Vereine in die Hauptstadt Ankara und versuchten Einfluss zu ihren Gunsten zu nehmen. Während Altinordu und İskenderunspor Einspruch einlegten, versuchte Sivasspor, das Urteil aufrechtzuerhalten. Die Diskussionen gingen noch bis zum Oktober 1978 weiter. Der Verband beendete diese, indem er den Einspruch beider Vereine ablehnte.
Torschützkonig der Gruppe Rot wurde mit 17 Treffern Raşit Çetiner vom westanatolischen Vertreter Kocaelispor. In der Gruppe Weiß wurde Ali Çağlar von Göztepe Izmir ebenfalls mit 17 Treffern Torschützenkönig. Somit wurden beide Spieler mit gleicher Toranzahl die Torschützenkönige der gesamten Saison.

## Gruppe Rot (Kırmızı Grup)

### Tabelle
| Pl. | Verein                | Sp. | S  | U  | N  | Tore    | Diff. | Punkte |
| --- | --------------------- | --- | -- | -- | -- | ------- | ----- | ------ |
| 1.  | MKE Kırıkkalespor     | 32  | 19 | 6  | 7  | 046:300 | +16   | 44:20  |
| 2.  | Gaziantepspor         | 32  | 15 | 8  | 9  | 040:210 | +19   | 38:26  |
| 3.  | Düzcespor (N)         | 32  | 15 | 8  | 9  | 037:280 | +9    | 38:26  |
| 4.  | Kocaelispor           | 32  | 13 | 11 | 8  | 037:250 | +12   | 37:27  |
| 5.  | Kayserispor           | 32  | 14 | 8  | 10 | 037:210 | +16   | 36:28  |
| 6.  | Sarıyer GK            | 32  | 12 | 12 | 8  | 036:260 | +10   | 36:28  |
| 7.  | DÇ Karabükspor        | 32  | 9  | 14 | 9  | 038:360 | +2    | 32:32  |
| 8.  | Antalyaspor           | 32  | 12 | 7  | 13 | 033:280 | +5    | 31:33  |
| 9.  | Konyaspor             | 32  | 11 | 8  | 13 | 034:360 | −2    | 30:34  |
| 10. | Gençlerbirliği Ankara | 32  | 10 | 10 | 12 | 033:440 | −11   | 30:34  |
| 11. | Bandırmaspor          | 32  | 9  | 11 | 12 | 022:260 | −4    | 29:35  |
| 12. | Eskişehir Demirspor   | 32  | 10 | 9  | 13 | 030:360 | −6    | 29:35  |
| 13. | Urfaspor (N)          | 32  | 10 | 8  | 14 | 027:380 | −11   | 28:36  |
| 14. | Denizlispor           | 32  | 7  | 13 | 12 | 020:320 | −12   | 27:37  |
| 15. | Balıkesirspor         | 32  | 7  | 13 | 12 | 022:350 | −13   | 27:37  |
| 16. | Giresunspor (A)       | 32  | 7  | 12 | 13 | 025:320 | −7    | 26:38  |
| 17. | Manisaspor            | 32  | 7  | 11 | 14 | 020:430 | −23   | 25:39  |

Platzierungskriterien: 1. Punkte – 2. Tordifferenz – 3. geschossene Tore – 4. Direkter Vergleich (Punkte, Tordifferenz, geschossene Tore)
| (A) | Absteiger aus der 1. Lig 1976/77                     |
| (N) | Neuaufsteiger aus der Türkiye 3. Futbol Ligi 1976/77 |

### Kreuztabelle
Die Kreuztabelle stellt die Ergebnisse aller Spiele dieser Saison dar. Die Heimmannschaft ist in der linken Spalte, die Gastmannschaft in der oberen Zeile aufgelistet.
| Gruppe Rot            | MKE Kırıkkalespor | Gaziantepspor |     | Kocaelispor |     | Sarıyer GK | DÇ Karabükspor | Antalyaspor | Konyaspor | Gençlerbirliği Ankara | Bandırmaspor | Eskişehir Demirspor | Urfaspor | Denizlispor | Balıkesirspor | Giresunspor | Manisaspor |
| --------------------- | ----------------- | ------------- | --- | ----------- | --- | ---------- | -------------- | ----------- | --------- | --------------------- | ------------ | ------------------- | -------- | ----------- | ------------- | ----------- | ---------- |
| MKE Kırıkkalespor     |                   | 1:0           | 2:0 | 0:0         | 0:1 | 2:2        | 3:0            | 1:0         | 4:2       | 1:0                   | 1:1          | 3:1                 | 3:1      | 1:0         | 1:0           | 3:2         | 2:0        |
| Gaziantepspor         | 2:0               |               | 2:0 | 1:0         | 0:0 | 1:0        | 0:0            | 2:1         | 2:0       | 3:0                   | 2:0          | 4:0                 | 1:0      | 4:1         | 1:1           | 2:1         | 4:0        |
| Düzcespor             | 3:0               | 1:0           |     | 1:0         | 2:1 | 1:0        | 5:1            | 0:0         | 1:0       | 0:2                   | 1:1          | 4:0                 | 2:1      | 2:0         | 0:0           | 1:0         | 1:1        |
| Kocaelispor           | 2:1               | 1:1           | 0:0 |             | 0:2 | 1:1        | 1:1            | 2:0         | 2:0       | 2:2                   | 1:0          | 2:1                 | 2:0      | 3:1         | 3:1           | 5:1         | 3:0        |
| Kayserispor           | 0:1               | 1:0           | 1:1 | 1:1         |     | 1:1        | 2:1            | 1:2         | 1:0       | 5:0                   | 3:0          | 2:1                 | 4:0      | 2:0         | 1:0           | 0:0         | 2:0        |
| Sarıyer GK            | 0:2               | 1:0           | 0:0 | 1:0         | 0:0 |            | 1:1            | 0:1         | 3:1       | 1:0                   | 1:0          | 3:0                 | 3:0      | 1:0         | 3:0           | 0:0         | 4:2        |
| DÇ Karabükspor        | 4:0               | 0:0           | 1:3 | 0:0         | 1:1 | 2:2        |                | 2:0         | 1:2       | 4:0                   | 1:1          | 2:0                 | 0:0      | 1:0         | 4:2           | 3:1         | 1:0        |
| Antalyaspor           | 2:1               | 1:2           | 0:1 | 2:0         | 1:2 | 1:0        | 1:0            |             | 0:0       | 2:1                   | 2:0          | 1:1                 | 3:1      | 2:1         | 5:0           | 0:0         | 3:0        |
| Konyaspor             | 2:3               | 0:1           | 2:1 | 1:0         | 1:0 | 0:0        | 2:2            | 2:0         |           | 1:1                   | 1:0          | 2:3                 | 4:1      | 0:0         | 3:0           | 1:0         | 2:1        |
| Gençlerbirliği Ankara | 0:3               | 1:1           | 2:1 | 1:2         | 2:1 | 1:1        | 2:0            | 2:2         | 1:0       |                       | 1:0          | 1:1                 | 2:1      | 3:0         | 3:2           | 1:1         | 1:0        |
| Bandırmaspor          | 1:0               | 0:0           | 2:0 | 0:1         | 1:0 | 2:1        | 1:1            | 1:0         | 3:1       | 2:0                   |              | 1:1                 | 0:0      | 2:2         | 0:0           | 0:0         | 0:0        |
| Eskişehir Demirspor   | 0:1               | 1:0           | 4:1 | 1:2         | 0:0 | 0:1        | 0:1            | 0:0         | 2:1       | 2:0                   | 1:0          |                     | 1:0      | 2:0         | 0:1           | 2:0         | 4:1        |
| Urfaspor              | 2:2               | 1:1           | 0:1 | 2:0         | 1:0 | 2:0        | 3:1            | 1:0         | 0:1       | 2:2                   | 1:0          | 0:0                 |          | 1:0         | 1:0           | 1:0         | 3:1        |
| Denizlispor           | 1:1               | 2:0           | 1:2 | 0:0         | 1:0 | 1:0        | 2:2            | 2:1         | 1:1       | 1:0                   | 1:0          | 1:0                 | 0:0      |             | 0:0           | 1:1         | 0:0        |
| Balıkesirspor         | 1:2               | 1:1           | 2:1 | 0:0         | 0:1 | 2:2        | 0:0            | 0:0         | 0:0       | 1:0                   | 0:1          | 1:1                 | 1:0      | 0:0         |               | 1:0         | 3:0        |
| Giresunspor           | 0:0               | 2:1           | 2:0 | 1:1         | 2:1 | 1:2        | 0:0            | 1:0         | 1:0       | 1:1                   | 1:2          | 0:0                 | 2:0      | 0:0         | 0:1           |             | 4:0        |
| Manisaspor            | 0:1               | 3:1           | 0:0 | 1:0         | 1:0 | 1:1        | 1:0            | 1:0         | 1:1       | 0:0                   | 1:0          | 0:0                 | 1:1      | 0:0         | 1:1           | 2:0         |            |

### Torschützenliste
Der Türkische Fußballverband (TFF) führt für alle drei Gruppen der TFF 2. Lig separate Torschützenlisten, bestimmt aber den Torschützenkönig zum Saisonende aus einer einzigen zusammengefügten Torschützenliste.
| Pl. | Nat.   | Spieler       | Verein      | Tore |
| --- | ------ | ------------- | ----------- | ---- |
| 1   | Turkei | Raşit Çetiner | Kocaelispor | 17   |
| 2   | Turkei | Osman Yılmaz  | Düzcespor   | 14   |
|     | Turkei | Ahmet Kılıç   | Düzcespor   | 14   |

## Gruppe Weiß (Beyaz Grup)

### Tabelle
| Pl. | Verein            | Sp. | S  | U  | N  | Tore    | Diff. | Punkte |
| --- | ----------------- | --- | -- | -- | -- | ------- | ----- | ------ |
| 1.  | Göztepe Izmir (A) | 30  | 21 | 5  | 4  | 067:210 | +46   | 47:13  |
| 2.  | Rizespor          | 30  | 20 | 7  | 3  | 046:150 | +31   | 47:13  |
| 3.  | Şekerspor         | 30  | 14 | 7  | 9  | 039:220 | +17   | 35:25  |
| 4.  | Aydınspor         | 30  | 12 | 7  | 11 | 030:240 | +6    | 31:29  |
| 5.  | Konya İdman Yurdu | 30  | 9  | 12 | 9  | 029:300 | −1    | 30:30  |
| 6.  | İskenderunspor 1  | 30  | 10 | 10 | 10 | 023:300 | −7    | 30:30  |
| 7.  | Elazığspor        | 30  | 9  | 11 | 10 | 026:230 | +3    | 29:31  |
| 8.  | Vefa Istanbul     | 30  | 10 | 8  | 12 | 027:290 | −2    | 28:32  |
| 9.  | Tirespor          | 30  | 7  | 12 | 11 | 018:300 | −12   | 26:34  |
| 10. | Tekirdağspor (N)  | 30  | 10 | 6  | 14 | 024:390 | −15   | 26:34  |
| 11. | Sakaryaspor       | 30  | 10 | 6  | 14 | 021:370 | −16   | 26:34  |
| 12. | Ankara Demirspor  | 30  | 8  | 9  | 13 | 024:280 | −4    | 25:35  |
| 13. | Ispartaspor       | 30  | 8  | 9  | 13 | 023:300 | −7    | 25:35  |
| 14. | Beykozspor        | 30  | 10 | 5  | 15 | 030:400 | −10   | 25:35  |
| 15. | Sivasspor         | 30  | 8  | 9  | 13 | 020:330 | −13   | 25:35  |
| 16. | Altınordu Izmir 1 | 30  | 9  | 5  | 16 | 025:470 | −22   | 23:37  |

Platzierungskriterien: 1. Punkte – 2. Tordifferenz – 3. geschossene Tore – 4. Direkter Vergleich (Punkte, Tordifferenz, geschossene Tore)
| (A) | Absteiger aus der 1. Lig 1976/77                     |
| (N) | Neuaufsteiger aus der Türkiye 3. Futbol Ligi 1976/77 |

### Kreuztabelle
Die Kreuztabelle stellt die Ergebnisse aller Spiele dieser Saison dar. Die Heimmannschaft ist in der linken Spalte, die Gastmannschaft in der oberen Zeile aufgelistet.
| 2012/13 Gruppe Weiß | Göztepe Izmir | Rizespor |     | Aydınspor | Konya İdman Yurdu | İskenderunspor | Elazığspor | Vefa Istanbul | Tirespor | Tekirdağspor | Sakaryaspor | Ankara Demirspor | Ispartaspor | Beykozspor | Sivasspor | Altınordu Izmir |
| ------------------- | ------------- | -------- | --- | --------- | ----------------- | -------------- | ---------- | ------------- | -------- | ------------ | ----------- | ---------------- | ----------- | ---------- | --------- | --------------- |
| Göztepe Izmir       |               | 2:1      | 1:0 | 3:1       | 2:1               | 5:0            | 3:1        | 4:1           | 4:0      | 6:0          | 3:0         | 3:2              | 3:1         | 1:0        | 7:0       | 2:2             |
| Rizespor            | 2:1           |          | 3:0 | 1:0       | 3:1               | 1:0            | 0:0        | 3:0           | 1:0      | 4:1          | 4:0         | 2:1              | 1:0         | 6:0        | 1:0       | 2:1             |
| Şekerspor           | 2:1           | 0:0      |     | 2:0       | 0:1               | 3:0            | 1:0        | 0:0           | 2:0      | 2:0          | 6:1         | 1:0              | 2:0         | 3:1        | 3:1       | 0:1             |
| Aydınspor           | 1:0           | 0:0      | 2:1 |           | 2:1               | 1:0            | 1:1        | 0:0           | 2:0      | 2:0          | 2:3         | 2:0              | 1:0         | 3:0        | 0:0       | 4:1             |
| Konya İdman Yurdu   | 1:1           | 1:2      | 1:1 | 1:0       |                   | 0:0            | 1:1        | 1:0           | 1:1      | 1:0          | 2:1         | 1:1              | 1:0         | 4:1        | 1:0       | 1:1             |
| İskenderunspor      | 0:0           | 1:1      | 2:1 | 1:0       | 1:1               |                | 2:1        | 2:1           | 0:0      | 2:1          | 2:1         | 1:0              | 2:1         | 0:0        | 2:0       | 4:2             |
| Elazığspor          | 0:0           | 1:1      | 0:1 | 1:0       | 1:1               | 1:0            |            | 0:1           | 1:0      | 0:1          | 2:0         | 2:0              | 1:0         | 1:1        | 1:0       | 3:0             |
| Vefa Istanbul       | 0:1           | 0:1      | 0:1 | 1:0       | 2:1               | 2:1            | 0:0        |               | 1:0      | 3:0          | 2:0         | 0:0              | 1:0         | 2:1        | 1:1       | 4:0             |
| Tirespor            | 1:3           | 0:0      | 0:0 | 0:1       | 1:1               | 0:0            | 1:0        | 1:1           |          | 1:0          | 1:0         | 1:0              | 1:1         | 4:2        | 0:0       | 1:0             |
| Tekirdağspor        | 1:0           | 0:1      | 0:0 | 2:1       | 0:0               | 0:0            | 2:1        | 1:1           | 0:0      |              | 1:0         | 1:0              | 1:0         | 1:0        | 4:0       | 3:0             |
| Sakaryaspor         | 0:1           | 0:0      | 2:1 | 0:0       | 1:1               | 1:0            | 1:0        | 1:0           | 1:0      | 3:1          |             | 0:0              | 1:1         | 1:0        | 1:0       | 2:0             |
| Ankara Demirspor    | 0:0           | 1:2      | 1:1 | 1:2       | 0:1               | 0:0            | 2:1        | 2:1           | 2:1      | 3:1          | 4:0         |                  | 0:0         | 1:0        | 1:0       | 1:2             |
| Ispartaspor         | 1:3           | 0:1      | 1:1 | 1:0       | 1:0               | 1:0            | 1:1        | 2:2           | 1:1      | 2:2          | 1:0         | 2:0              |             | 2:0        | 0:0       | 1:0             |
| Beykozspor          | 1:2           | 2:0      | 2:0 | 1:1       | 1:0               | 2:0            | 1:1        | 1:0           | 4:0      | 3:0          | 1:0         | 0:0              | 2:0         |            | 1:0       | 0:1             |
| Sivasspor           | 1:4           | 1:0      | 1:0 | 0:0       | 3:0               | 0:0            | 0:2        | 1:0           | 1:1      | 2:0          | 0:0         | 0:1              | 1:0         | 4:2        |           | 3:0             |
| Altınordu Izmir     | 0:1           | 1:2      | 0:4 | 2:1       | 2:1               | XXX            | 1:1        | 3:0           | 0:1      | 1:0          | 1:0         | 0:0              | 1:2         | 2:0        | 0:0       |                 |

### Torschützenliste
Der Türkische Fußballverband (TFF) führt für alle drei Gruppen der TFF 2. Lig separate Torschützenlisten, bestimmt aber den Torschützenkönig zum Saisonende aus einer einzigen zusammengefügten Torschützenliste.
| Pl. | Nat.   | Spieler        | Verein        | Tore |
| --- | ------ | -------------- | ------------- | ---- |
| 1   | Turkei | Ali Çağlar     | Göztepe Izmir | 17   |
| 2   | Turkei | Sadullah Acele | Göztepe Izmir | 15   |

## Meisterschaftsbegegnung
Der türkische Fußballverband ließ durch ein Entscheidungsspiel zwischen den beiden Erstplatzierten den Meister der Liga bestimmen. In dieser Begegnung trat MKE Kırıkkalespor gegen Göztepe Izmir an und konnte durch ein Elfmeterschießen die Meisterschaft gewinnen. Der türkische Fußballverband erklärte aber im Nachhinein beide Vereine als Meister der TFF 1. Lig.
| MKE Kırıkkalespor                                              | MKE Kırıkkalespor | Göztepe Izmir | Göztepe Izmir |
| -------------------------------------------------------------- | --- | --- | ------------- |
| MKE Kırıkkalespor                                              | \| Meisterschaftsfinale \| \| 31. Mai 1979 um 18:00 Uhr in Ankara (Ankara 19 Mayıs Stadyumu) \| \| Ergebnis: 3:3 n. V. (3:3, 0:1), 4:3 i. E. \| \| Schiedsrichter: Oktay Taner \| \| Spielbericht \|    | \| Meisterschaftsfinale \| \| 31. Mai 1979 um 18:00 Uhr in Ankara (Ankara 19 Mayıs Stadyumu) \| \| Ergebnis: 3:3 n. V. (3:3, 0:1), 4:3 i. E. \| \| Schiedsrichter: Oktay Taner \| \| Spielbericht \|   | Göztepe Izmir |
| MKE Kırıkkalespor                                              | Yalçın Önal – Ercan Tunç, Temel Kazancıoğlu, Mustafa Çapanoğlu, Şahin Güngör – Burhan Bıçaklar, Mehmet Kunduzoğlu, Tuncer Canyurt, Hamit Ayden – Mahmut Yazıcıoğlu, Eyüp Develi Cheftrainer: Suat Mamat | Güngör Çelikçiler – Yaşar Gündağ, İsmail Sütçü, Kenan Atay – Sadettin Dülger, Mehmet Kırmızıbayrak, Erdem Hemdem, Ali Çağlar, Doğan Küçükduru – Sadullah Acele, İrfan Ertürk Cheftrainer: Fevzi Zemzem | Göztepe Izmir |
| MKE Kırıkkalespor                                              | 1:2 Eyüp Develi (56.) 2:2 ? (64.) 3:3 Hamit Ayden (84.) | 0:1 Sadullah Acele (5.) 0:2 Sadullah Acele (44.) 2:3 Ali Çağlar (77.) | Göztepe Izmir |
| MKE Kırıkkalespor                                              | Elfmeterschießen | | Göztepe Izmir |
| MKE Kırıkkalespor                                              | 1:1 Burhan Bıçaklar 2:2 ? 3:3 ? 4:3 ? | 0:1 Ali Çağlar 1:2 Sadullah Acele 2:3 Mehmet Kırmızıbayrak Sadettin Dülger Kenan Atay | Göztepe Izmir |
| MKE Kırıkkalespor                                              | MKE Kırıkkalespor ist durch diesen Sieg Meister der TFF 1. Lig geworden. | | Göztepe Izmir |
| Meisterschaftsfinale                                           | | |               |
| 31. Mai 1979 um 18:00 Uhr in Ankara (Ankara 19 Mayıs Stadyumu) | | |               |
| Ergebnis: 3:3 n. V. (3:3, 0:1), 4:3 i. E.                      | | |               |
| Schiedsrichter: Oktay Taner                                    | | |               |
| Spielbericht                                                   | | |               |